# Ariégite

Diagramme ternaire des péridotites (ol-opx-cpx), avec mise en exergue du champ des pyroxénites (en vert).

L'ariégite est une roche magmatique très rare venue du manteau supérieur, définie par Alfred Lacroix (1863-1948) à partir d'échantillons découverts dans le département de l'Ariège en France, ainsi à l'origine du nom.
Elle a été identifiée en association étroite avec les principaux sites ariégeois de Lherzolite, notamment dans les localités de La Freychinède et de Soubrouque au cœur du massif de Lherz dominé par le pic de Girantès et dans l'Est du département dans un groupe géologique sur les communes de Prades et Bestiac.
Cette roche varie dans sa composition (pyroxènes, spinelle, pyrope, hornblende, amphibole...) et peut comprendre en proportion variable du grenat. En minéralogie, les ariégites constituent un des quatre groupes des pyroxénites.